# Zōni
Lo zōni (雑煮?) o ozōni (お雑煮?, nella sua forma onorifica) è una zuppa giapponese a base di mochi. Il piatto è fortemente associato al nuovo anno giapponese e alla cucina osechi. La preparazione della zuppa varia sia in base alle regioni geografiche che alle tradizioni delle singole famiglie.

## Etimologia
La parola zōni è scritta in lingua giapponese con due caratteri kanji. Dato che il primo "雑" significa "vario" o "misto", e il secondo "煮", significa "bollire", si pensa che il termine derivi dal fatto che la zuppa è costituita da molti alimenti (come mochi, verdure e frutti di mare) bolliti assieme. Precedentemente, nella società samurai, il piatto era denominato "烹雑" (hozo), con il kanji "烹", un termine arcaico che vuol dire "cuocere a fuoco lento" o "bollire".

## Origine
Si dice che la zuppa zōni fondi le sue radici nella cucina della società samurai. Si pensa che fosse un pasto cucinato durante battaglie campali, bollendo mochi, verdure e cibi essiccati, insieme ad altri ingredienti. Inoltre, si crede che questo cibo, in un primo momento riservato ai samurai, sia poi diventato un alimento base delle persone comuni.
La tradizione del mangiare la zuppa zōni a Capodanno risale invece alla fine del periodo Muromachi (1336-1573). Il piatto veniva offerto agli dei durante una cerimonia di Capodanno.

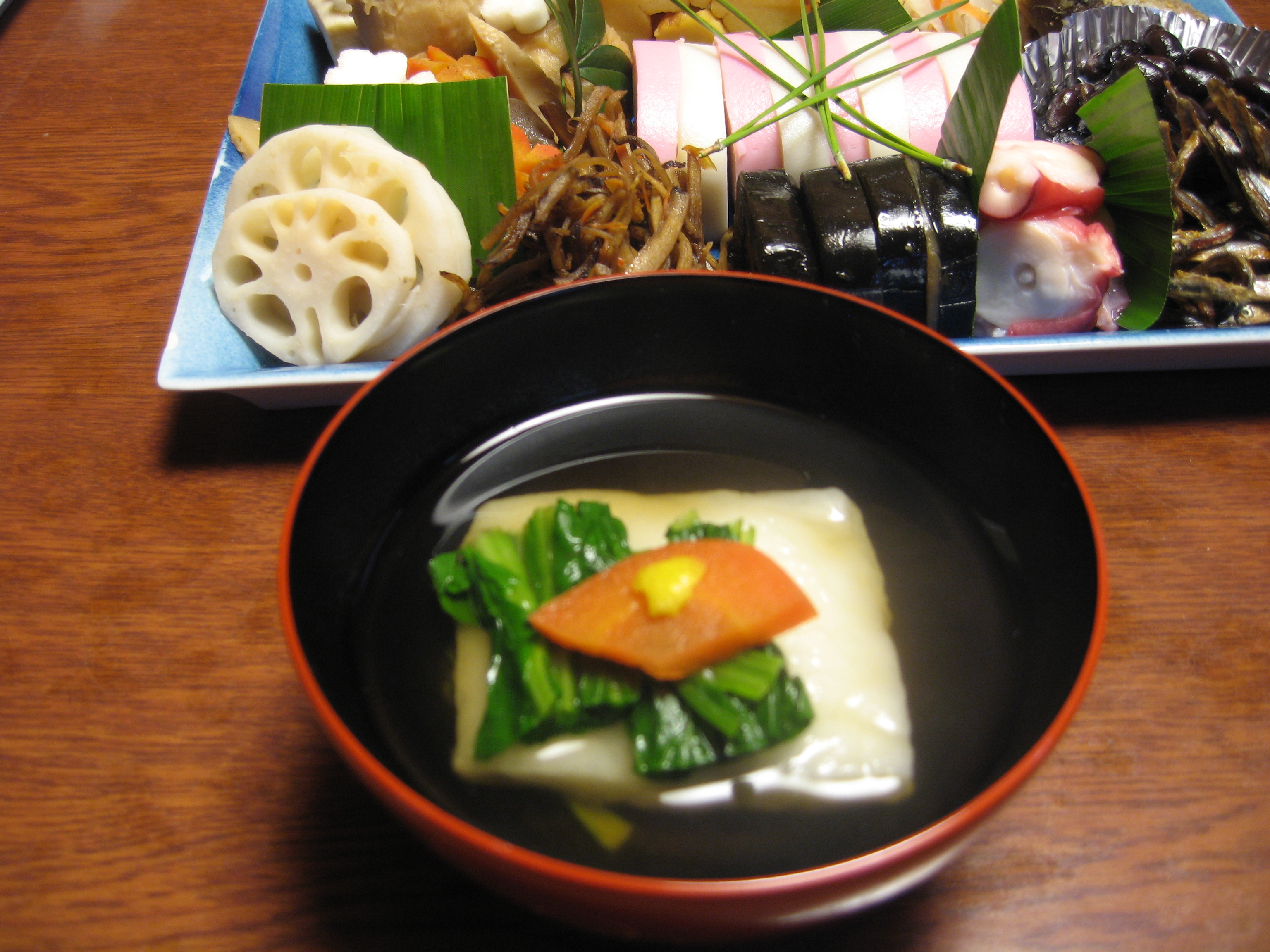
Osechi e ozōni

## Varianti

### Brodo
La zuppa zōni ha numerose varianti regionali in Giappone. Nella regione di Kantō è una sorta di zuppa chiara chiamata sumashi-jiru, che prende il suo caratteristico sapore dal dashi, un brodo di pesce preparato con katsuobushi e alghe kombu, e dalla salsa di soia. Nelle regioni del Kansai, Shikoku e Kyūshū, il piatto è generalmente realizzato con un brodo di miso bianco.

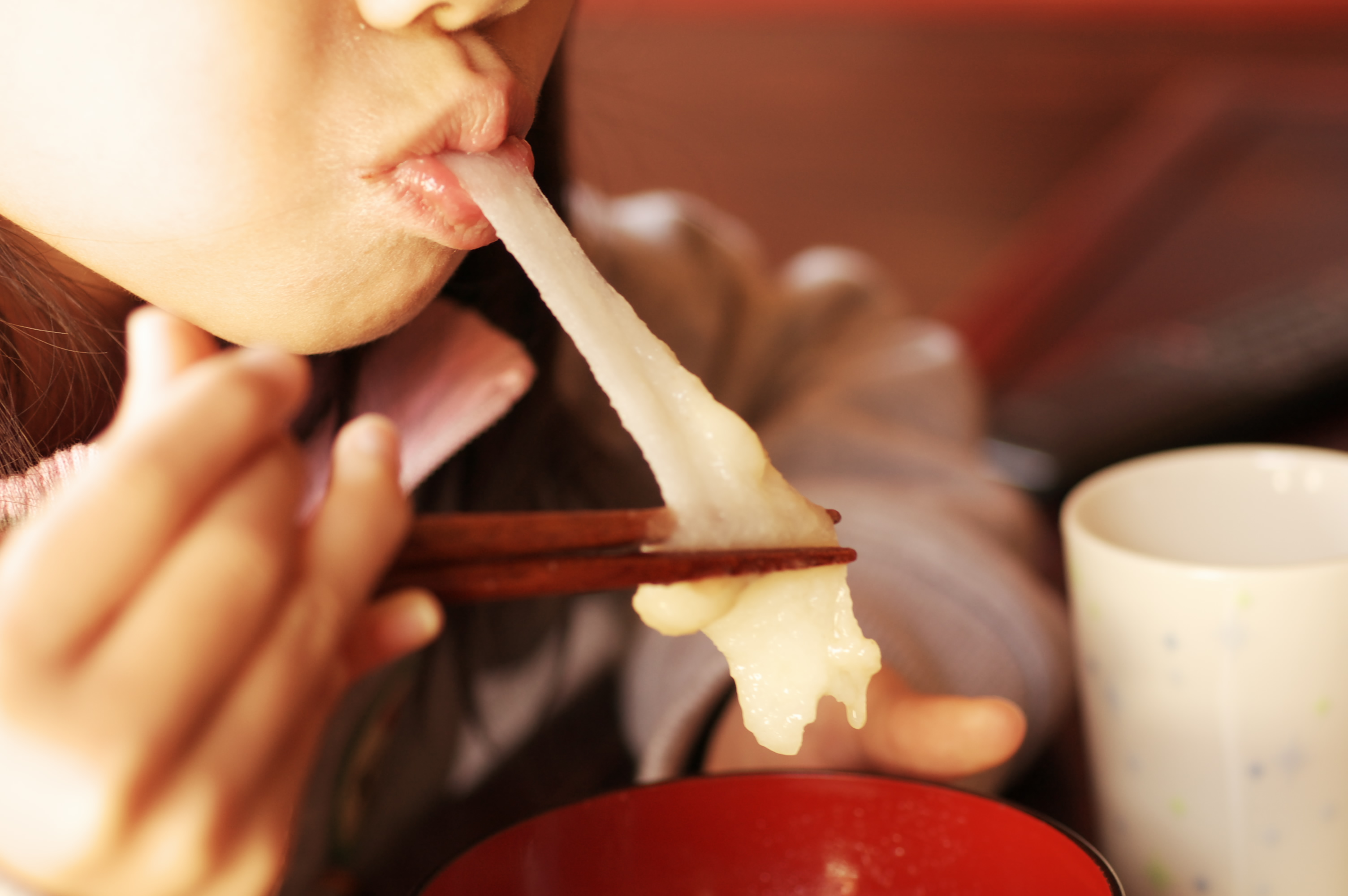
Mochi grigliato

### Mochi
Anche la preparazione del mochi per lo zōni varia da regione a regione. Nel Kantō il mochi viene tagliato in quadrati e grigliato, prima di essere aggiunto al brodo. Nella regione del Kansai si preferisce bollirlo.
In alcune zone il mochi può anche essere sostituito dal taro o dal tōfu. Questo tipo di zōni si trova tipicamente su alcune isole o aree montane dove il riso non è coltivato in larga misura.

### Aggiunte
Spesso alla zuppa vengono aggiunti pollo, pesce o polpette, verdure a foglia come la komatsuna o gli spinaci, mitsuba (un'erba giapponese simile al prezzemolo), kamaboko come fiocchi di carota o naruto per il colore, e scorza di yuzu per l'aroma agrumato. Talvolta viene aggiunta anche una manciata di shichimi, una miscela di spezie a base di peperoncino.